# Катастрофа Ан-26 у Конго
Катастрофа Ан-26 в Демократичній Республіці Конго сталася 28 грудня 2014 року.

Унаслідок аварії вантажного літака Ан-26 української авіакомпанії «Сірін» в Демократичній Республіці Конго 28 грудня загинули п'ять українців — членів екіпажу, повідомляє пресслужба МЗС України.
За інформацією посольства України в Республіці Кенія, 28 грудня на території ДР Конго зазнав аварії вантажний літак АН-26 української авіакомпанії «Сірін», який здійснював рейс за маршрутом Ентебе (Уганда) — Пуент Нуар (Республіка Конго). За попередніми даними, унаслідок аварії загинули шість членів екіпажу, з яких п'ять — громадяни України.
— йдеться в повідомленні.
На місці катастрофи тривають пошукові роботи, працюють експерти.
Дипломатичним установам України в Бельгії та Кенії дано доручення вжити заходів щодо з'ясування обставин даного інциденту та організації відправлення тіл загиблих громадян України на батьківщину.
Водночас Міністерство інфраструктури України не підтвердило приналежність цього літака української авіакомпанії.